# 綱目體
綱目體又称门目体、分纲列目体，是東亞編年體史書的一種變體。
綱目體之體裁始于南宋朱熹的《通鉴纲目》，綱目體的纪事仍以“时年”为序，每論一事，均以“凡”發之，每事有一提纲，以大字書寫为綱，小字分注为目，纲简而目繁。